# Arnstein Raunehaug
Arnstein Raunehaug (nascido em 17 de dezembro de 1960) é um ex-ciclista norueguês. Nos Jogos Olímpicos de Verão de 1984 em Los Angeles, competiu representando a Noruega nos 100 km contrarrelógio por equipes, terminando na décima posição.